# Cofidis (wielerploeg)/2024
Deze pagina geeft een overzicht van de UCI World Tour wielerploeg Cofidis in 2024.

## Algemeen
UCI-code: COF
Sponsor: Cofidis
Algemeen manager: Cedric Vasseur
Teammanager: Bingen Fernández
Ploegleiders: Roberto Damiani, Benjamin Giraud, Gorka Gerrikagoitia, Jean Luc Jonrond, Thierry Marichal
Fietsmerk: LOOK
Kleding: Mobel

## Renners
| Naam                  | Geboortedatum | Nationaliteit       | Ploeg 2023                  |
| --------------------- | ------------- | ------------------- | --------------------------- |
| Piet Allegaert        | 20-01-1995    | België              |                             |
| Stanisław Aniołkowski | 20-01-1997    | Polen               | Human Powered Health        |
| Thomas Champion       | 08-09-1999    | Frankrijk           |                             |
| Bryan Coquard         | 25-04-1992    | Frankrijk           |                             |
| Aimé De Gendt         | 17-06-1994    | België              | Intermarché-Circus-Wanty    |
| Nicolas Debeaumarché  | 24-02-1998    | Frankrijk           | Saint Michel-Mavic-Auber 93 |
| Kenny Elissonde       | 22-07-1991    | Frankrijk           | Lidl-Trek                   |
| Rubén Fernández       | 01-03-1991    | Spanje              |                             |
| Eddy Finé             | 20-11-1997    | Frankrijk           |                             |
| Milan Fretin          | 19-03-2001    | België              | Team Flanders-Baloise       |
| Simon Geschke         | 13-03-1986    | Duitsland           |                             |
| Alexis Gougeard       | 05-03-1993    | Frankrijk           | VC Rouen 76                 |
| Ben Hermans           | 08-06-1986    | België              | Israel-Premier Tech         |
| Jesús Herrada         | 26-07-1990    | Spanje              |                             |
| Gorka Izagirre        | 07-10-1987    | Spanje              | Movistar Team               |
| Jon Izagirre          | 04-02-1989    | Spanje              |                             |
| Oliver Knight         | 25-01-2001    | Verenigd Koninkrijk | AVC Aix-en-Provence         |
| Jonathan Lastra       | 03-06-1993    | Spanje              |                             |
| Nolann Mahoudo        | 17-11-2002    | Frankrijk           | CIC U Nantes Atlantique     |
| Axel Mariault         | 07-06-1998    | Frankrijk           |                             |
| Guillaume Martin      | 09-06-1993    | Frankrijk           |                             |
| Christophe Noppe      | 29-11-1994    | België              |                             |
| Stefano Oldani        | 10-01-1998    | Italië              | Alpecin-Deceuninck          |
| Anthony Perez         | 22-04-1991    | Frankrijk           |                             |
| Alexis Renard         | 01-06-1999    | Frankrijk           |                             |
| Ludovic Robeet        | 22-05-1994    | België              | Bingoal WB                  |
| Benjamin Thomas       | 12-09-1995    | Frankrijk           |                             |
| Hugo Toumire          | 05-10-2001    | Frankrijk           |                             |
| Harrison Wood         | 14-06-2000    | Verenigd Koninkrijk |                             |
| Axel Zingle           | 18-12-1998    | Frankrijk           |                             |

### Stagiairs
Per 1 augustus 2024
| Naam               | Geboortedatum | Nationaliteit | Vorige ploeg        |
| ------------------ | ------------- | ------------- | ------------------- |
| Michiel Coppens    | 17-12-2002    | België        | BEAT Cycling Club   |
| Filip Gruszczynski | 13-02-2005    | Polen         | Biesse-Carrera      |
| Ilan Larmet        | 09-06-2001    | Frankrijk     | Dinan Sport Cycling |

### Vertrokken
| Renner              | Geboortedatum | Nationaliteit | Ploeg 2024                  |
| ------------------- | ------------- | ------------- | --------------------------- |
| François Bidard     | 19-03-1992    | Frankrijk     | Gestopt                     |
| André Carvalho      | 31-10-1997    | Portugal      | Sabgal-Anicolor             |
| Davide Cimolai      | 13-08-1989    | Italië        | Movistar Team               |
| Simone Consonni     | 12-09-1994    | Italië        | Lidl-Trek                   |
| Alexandre Delettre  | 25-10-1997    | Frankrijk     | Saint Michel-Mavic-Auber 93 |
| José Herrada        | 01-10-1985    | Spanje        | Gestopt                     |
| Wesley Kreder       | 04-11-1990    | Nederland     | Gestopt                     |
| Victor Lafay        | 17-01-1996    | Frankrijk     | Decathlon AG2R La Mondiale  |
| Pierre-Luc Périchon | 04-01-1987    | Frankrijk     | Gestopt                     |
| Rémy Rochas         | 18-05-1996    | Frankrijk     | Groupama-FDJ                |
| Jelle Wallays       | 11-05-1989    | België        | Gestopt                     |
| Max Walscheid       | 13-06-1993    | Duitsland     | Team Jayco AlUla            |

## Overwinningen
| Ronde van Italië 5e etappe: Benjamin Thomas Boucles de l'Aulne Axel Zingle Vierdaagse van Duinkerke 1e etappe: Milan Fretin Ronde van Zwitserland 2e etappe: Bryan Coquard Ronde van de Ain Puntenklassement: Stefano Oldani | Ronde van Poitou-Charentes in Nouvelle-Aquitaine 2e etappe: Milan Fretin |  |

Mannen: 1997 · 1998 · 1999 · 2000 · 2001 · 2002 · 2003 · 2004 · 2005 · 2006 · 2007 · 2008 · 2009 · 2010 · 2011 · 2012 · 2013 · 2014 · 2015 · 2016 · 2017 · 2018 · 2019 · 2020 · 2021 · 2022 · 2023 · 2024 · 2025
Vrouwen:2022 · 2023 · 2024 · 2025
Alpecin-Deceuninck · Arkéa-B&B Hotels · Astana Qazaqstan · Bahrain Victorious · BORA-hansgrohe · Cofidis · Decathlon AG2R La Mondiale · EF Education-EasyPost · Groupama-FDJ · INEOS Grenadiers · Intermarché-Wanty · Lidl-Trek · Movistar Team · Soudal Quick-Step · dsm-firmenich PostNL · Jayco AlUla · UAE Team Emirates · Visma-Lease a Bike